# The Ordeal of Rosetta
The Ordeal of Rosetta è un film muto del 1918 diretto da Émile Chautard. Sceneggiato da Paul West su un soggetto di Edmund Goulding, aveva come interpreti Alice Brady nel doppio ruolo di due gemelle, Crauford Kent, Ormi Hawley, Henry Leone, Maude Turner Gordon, Hazel Washburn.

## Trama

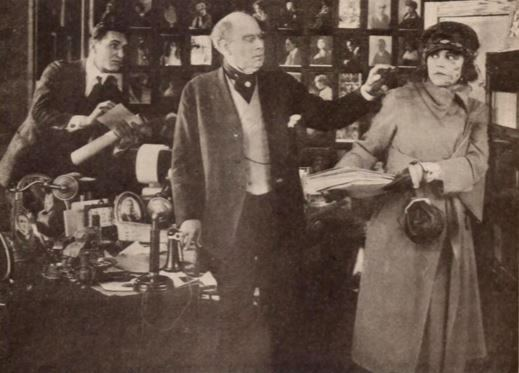
Alice Brady in una scena del film

In Sicilia, le sorelle gemelle Rosetta e Lola Gelardi vivono felici con il loro vecchio padre, il professor Gelardi. Un giorno, però, la loro vita viene sconvolto da un terribile terremoto che distrugge il villaggio nel quale vivevano. Dopo avere cercato senza alcun risultato Lola, Rosetta e suo padre partono per gli Stati Uniti. Trasferitisi a New York, Rosetta trova lavoro come stenografa presso lo scrittore Aubrey Hapgood. La giovane si mostra così affascinante e brillante da conquistare sia Aubrey sia i suoi amici. Provocando, in questo modo, la gelosia di Mildred Sanders che, avendo messo gli occhi sopra Hapgood, ora cerca di mettere in cattiva luce la sua rivale. Un giorno, mentre sono in auto, Rosetta racconta allo scrittore la sua storia. Lui, sostenendo di amarla e promettendo di sposarla, la porta in una locanda. Poi, però, Rosetta scopre che l'uomo si è fidanzato con Mildred: disperata, perso l'onore, Rosetta si spara. Riappare quella che sembra essere Lola; per vendicare la morte della gemella, Lola provoca la rovina della sorella di Aubrey. Lui le spara... e Rosetta si risveglia in auto, rendendosi conto che è stato tutto un sogno. Mentre l'autista ripara l'automobile, lei e Aubrey vanno a cercare un sacerdote che li unisca in matrimonio.

## Produzione
Il film fu prodotto dalla Select Pictures Corporation con il titolo di lavorazione The Phantom Feud.

## Distribuzione
Il copyright del film, richiesto dalla Select Pictures Corp., fu registrato il 27 maggio 1918 con il numero LP12456.
Distribuito dalla Select Pictures Corporation, il film uscì nelle sale cinematografiche statunitensi nel maggio 1918.
Non si conoscono copie ancora esistenti della pellicola che viene considerata presumibilmente perduta.